# Onthophagus kozlovi
Onthophagus kozlovi är en skalbaggsart som beskrevs av Kabakov 1990. Onthophagus kozlovi ingår i släktet Onthophagus och familjen bladhorningar. Inga underarter finns listade i Catalogue of Life.